# Полымя
«По́лымя» (рус. Пламя) — старейший ежемесячный литературно-художественный и общественно-политический журнал Союза писателей Беларуси. Журнал публикует прозу, поэзию, публицистику, критические и литературоведческие статьи, рецензии и переводы. Журнал награждён орденом «Знак Почёта».

## История
Издаётся с декабря 1922 года на белорусском языке в Минске. Вышло более 1015 номеров. У истоков создания стояли Якуб Колас и Янка Купала.
Вокруг журнала объединились старейшие белорусские писатели, которые в 1927 году образовали литературную организацию «Полымя» (Я. Купала, Я. Колас, А. Гурло, Т. Гартный). Редакция привлекала к сотрудничеству также участников литературных организаций «Молодняк» и «Узвышша». Начиная с 1934 года «Полымя» — орган Союза писателей Белорусской ССР.
Первые десять лет (до 1932 года) журналом руководила редакционная коллегия, в состав которой входили Тишка Гартный, Змитрок Бядуля, Всеволод Игнатовский, Вульф Нодель. В 1932 году первым редактором был назначен Платон Головач и журнал начал называться «Полымя рэвалюцыі». В 1933 году редактором издания стал Михаил Лыньков. В годы Великой Отечественной войны журнал не выходил. Восстановлен в январе 1945 года под своим современным названием.
В 2002—2012 годах входил в состав редакционно-издательского учреждения «Літаратура і Мастацтва». Теперь — в составе редакционно-издательского учреждения Издательский дом «Звязда».

## Главные редакторы
- Платон Головач (1932—1933)
- Михаил Лыньков (1933—1941)
- Пётр Бровка (1945—1948)
- Максим Танк (1948—1967)
- Павел Ковалёв (1967—1972)
- Кастусь Киреенко (1972—1986)
- Сергей Законников (1986—2002)
- Николай Метлицкий (2002—2014)
- Алесь Бадак (2014—2015)
- Елена Мальчевская (2015—2021)
- Виктор Шнип (с июля 2021)

## Сотрудники
В журнале работали Кондрат Крапива, Федос Шинклер, Григорий Берёзкин, Микола Хведорович, Василь Витка, Пётр Глебка, Михаил Машара, Ян Скрыган, Алесь Бачило, Сергей Дергай, Геннадий Клевко, Алексей Русецкий, Иван Мележ, Янка Брыль, Иван Чигринов, Анатолий Велюгин, Вячеслав Адамчик, Борис Саченко, Михаил Стрельцов, Рыгор Бородулин.

## Содержание
Существуют постоянные рубрики «Поэзия», «Проза», «В единении братском» (переводы), «Литературоведение», «Фигуры», «Документы эпохи», «Научные публикации», «Страницы судьбы».

## Авторы
В послевоенные годы в журнале были опубликованы практически все крупнейшие произведения белорусской прозы. В журнале в разное время публиковались Якуб Колас, Янка Купала, Михась Чарот, Тишка Гартный, Кузьма Чорный, Пётр Бровка, Аркадий Кулешов, Кондрат Крапива, Максим Танк, Иван Мележ, Иван Шамякин, Василь Быков, Владимир Короткевич, Максим Лужанин, Иван Науменко, Иван Чигринов, Янка Брыль, Василь Витка.

## Наиболее известные опубликованные произведения
- Иван Мележ — «Люди на болоте» (1961)
- Янка Брыль — «Птицы и гнёзда» (1963)
- Иван Шамякин — «Сердце на ладони» (1963)
- Владимир Короткевич — «Колосья под серпом твоим» (1965)
- Василь Быков — «Знак беды» (1983)
- Вячеслав Адамчик — «Чужая вотчина» (1978)

## Интересные факты
- Первую обложку журнала нарисовал художник Михась Филиппович.